# UCI ProTour 2006
UCI ProTour 2006 var den anden udgave af den internationale cykelforbunds (UCI) ProTour-system, der ProTour-holdene er garanteret, og forpligtet til, deltagelse i løbene som hører under ProTour-serien. 
Optakten til ProTour 2006 var præget af uenighed mellem lederne af Grand Tour-løbene og UCI, hvor de tre store etappeløb oprindelig ikke skulle være en del af ProTour-serien i 2006.

## Cykelløb i UCI ProTour 2006
| Dato                     | Cykelløb                     | Land              | Vinder                     | Nation     | Hold                           |
| ------------------------ | ---------------------------- | ----------------- | -------------------------- | ---------- | ------------------------------ |
| 5.–12. marts             | Paris-Nice                   | Frankrig          | Floyd Landis               | USA        | Phonak Hearing Systems         |
| 8.–14. marts             | Tirreno-Adriatico            | Italien           | Thomas Dekker              | Holland    | Rabobank                       |
| 18. marts                | Milano-Sanremo               | Italien           | Filippo Pozzato            | Italien    | Quick Step-Innergetic          |
| 2. april                 | Flandern Rundt               | Belgien           | Tom Boonen                 | Belgien    | Quick Step-Innergetic          |
| 3.–7. april              | Baskerlandet Rundt           | Spanien           | José Ángel Gómez Marchante | Spanien    | Saunier Duval-Prodir           |
| 5. april                 | Gent-Wevelgem                | Belgien           | Thor Hushovd               | Norge      | Crédit Agricole                |
| 9. april                 | Paris-Roubaix                | Frankrig          | Fabian Cancellara          | Schweiz    | Team CSC                       |
| 16. april                | Amstel Gold Race             | Holland           | Fränk Schleck              | Luxembourg | Team CSC                       |
| 19. april                | La Flèche Wallonne           | Belgien           | Alejandro Valverde         | Spanien    | Caisse d'Epargne-Illes Balears |
| 23. april                | Liège-Bastogne-Liège         | Belgien           | Alejandro Valverde         | Spanien    | Caisse d'Epargne-Illes Balears |
| 25.–30. april            | Romandiet Rundt              | Schweiz           | Cadel Evans                | Australien | Davitamon-Lotto                |
| 6.–28. maj               | Giro d'Italia                | Italien           | Ivan Basso                 | Italien    | Team CSC                       |
| 15.–21. maj              | Katalonien Rundt             | Spanien           | David Cañada               | Spanien    | Saunier Duval-Prodir           |
| 4.–11. juni              | Critérium du Dauphiné Libéré | Frankrig          | Levi Leipheimer            | USA        | Team Gerolsteiner              |
| 10.–18. juni             | Tour de Suisse               | Schweiz           | Jan Ullrich                | Tyskland   | T-Mobile Team                  |
| 18. juni                 | TTT Eindhoven                | Holland           | Holdkonkurrence            | Danmark    | Team CSC                       |
| 1.–23. juli              | Tour de France               | Frankrig          | Oscar Pereiro Sio          | Spanien    | Caisse d'Epargne-Illes Balears |
| 30. juli                 | Vattenfall Cyclassics        | Tyskland          | Óscar Freire               | Spanien    | Rabobank                       |
| 1.–9. august             | Deutschland-Tour             | Tyskland          | Jens Voigt                 | Tyskland   | Team CSC                       |
| 12. august               | Clásica de San Sebastián     | Spanien           | Xavier Florencio           | Spanien    | Bouygues Télécom               |
| 16.–23. august           | Eneco Tour                   | Belgien · Holland | Stefan Schumacher          | Tyskland   | Team Gerolsteiner              |
| 27. august               | GP Ouest France-Plouay       | Frankrig          | Vincenzo Nibali            | Italien    | Liquigas                       |
| 28. august–19. september | Vuelta a España              | Spanien           | Alexander Vinokurov        | Kasakhstan | Astana Team                    |
| 4.–10. september         | Polen Rundt                  | Polen             | Stefan Schumacher          | Tyskland   | Team Gerolsteiner              |
| 1. oktober               | Zürich-mesterskapet          | Schweiz           | Samuel Sánchez             | Spanien    | Euskaltel-Euskadi              |
| 8. oktober               | Paris-Tours                  | Frankrig          | Frédéric Guesdon           | Frankrig   | Française des Jeux             |
| 14. oktober              | Giro di Lombardia            | Italien           | Paolo Bettini              | Italien    | Quick Step-Innergetic          |

## Individuelle resultater
|    | Navn               | Nationalitet | Hold                           | Point |
| -- | ------------------ | ------------ | ------------------------------ | ----- |
| 1  | Alejandro Valverde | Spanien      | Caisse d'Epargne-Illes Balears | 285   |
| 2  | Samuel Sánchez     | Spanien      | Euskaltel-Euskadi              | 213   |
| 3  | Fränk Schleck      | Luxembourg   | Team CSC                       | 165   |
| 4  | Cadel Evans        | Australien   | Davitamon-Lotto                | 162   |
| 5  | Andrey Kashechkin  | Kasakhstan   | Team Astana                    | 156   |
| 6  | Alessandro Ballan  | Italien      | Lampre-Fondital                | 155   |
| 7  | Tom Boonen         | Belgien      | Quick Step-Innergetic          | 154   |
| 8  | Paolo Bettini      | Italien      | Quick Step-Innergetic          | 144   |
| 9  | Ivan Basso         | Italien      | Team CSC                       | 138   |
| 10 | Stefan Schumacher  | Tyskland     | Gerolsteiner                   | 133   |

## Eksterne links
- Officiel hjemmeside